# Esqueda

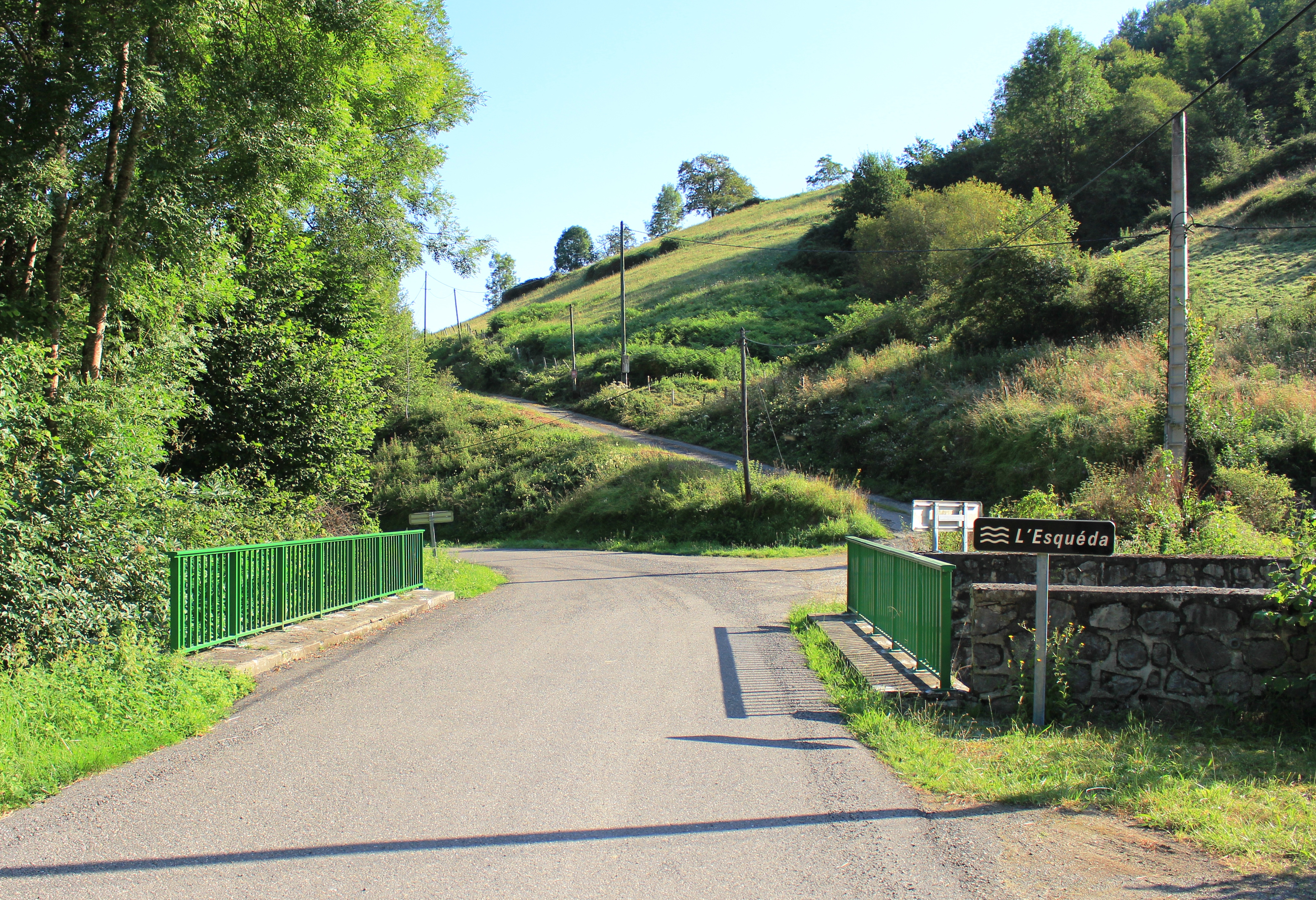
Le pont au-dessus de l'Esqueda à Marsas.

L'Esqueda ou  ruisseau de Lalherde est un ruisseau qui traverse le département des Hautes-Pyrénées et un affluent gauche de l'Arros dans le bassin versant de l'Adour.

## Géographie
D'une longueur de 10,7 kilomètres, il prend sa source sur la commune d’Asque (Hautes-Pyrénées), à 1 002 mètres d'altitude.
Il coule du sud vers le nord et se jette dans l'Arros à Bourg-de-Bigorre, à l'altitude 333 mètres.

### Communes et département traversés
Dans le département des Hautes-Pyrénées, l'Esqueda traverse huit communes dans le canton de la Vallée de l'Arros et des Baïses : dans le sens amont vers aval : Asque, Banios, Bourg-de-Bigorre, Esconnets, Escots, Espieilh, Fréchendets, Marsas.

## Affluents
L'Aule a trois affluents référencés :
- (D) Ruisseau du Thou 3,4 km,
- (G) Ruisseau de Lauade, 2 km,
- (D)  Ruisseau le Cilh, 5 km,

(D) rive droite ; (G) rive gauche.